# 弗氏深巨口魚
弗氏深巨口魚（学名：Bathophilus flemingi）为輻鰭魚綱巨口鱼目巨口鱼科的其中一種。分布于東太平洋區，從美國阿拉斯加至墨西哥加利福尼亞半島海域，為深海魚類，棲息深度225-1370公尺，體長可達16公分，以小型甲殼類為食。

## 扩展阅读
維基物種上的相關：弗氏深巨口魚